# Empoasca emeljanovi
Empoasca emeljanovi är en insektsart som beskrevs av Anufriev 1973. Empoasca emeljanovi ingår i släktet Empoasca och familjen dvärgstritar. Inga underarter finns listade i Catalogue of Life.